# 茂山站
茂山站（韓語：무산역）是朝鮮民主主義人民共和國咸镜北道茂山郡茂山邑的一個鐵路車站，属于茂山线和白茂線。

## 邻近车站
茂山线
茂山铁山站 - 茂山站
白茂線
南村站 - 茂山站